# Edward Kirkpatrick
Edward Livingston Kirkpatrick, también llamado Edward Kirkpatrick de Closeburn (Filadelfia, 5 de julio de 1841-†París, 15 de abril de 1925), fue un aristócrata, militar y aventurero estadounidense.

## Biografía
Nació en Filadelfia (Pensilvania), de donde era también su padre. Descendía de los barones de Closeburn de Dumfries (Escocia). En el siglo anterior su familia había defendido la causa jacobita.
Siendo estudiante, alrededor del año 1860 leyó una novela de Nathaniel Beverley Tucker titulada The Partisan Leader (1837), que preveía el estallido de la guerra de Secesión. Un año después tendría ocasión de vivir en primera persona batallas muy similares a las narradas en las mismas montañas y llanuras del estado de Virginia, como combatiente del Ejército de la Unión a las órdenes del general McClellan. A pesar de su juventud, habría mandado una brigada y se dijo que en la batalla de Gettysburg murieron todos los oficiales de su regimiento, salvo él. Años después, escribió en sus memorias que durante esta guerra había tomado parte en unos 52 combates de montaña, y que no pensaba en el peligro, pues, según dijo, tenía el presentimiento de que no estaba destinado a morir en el campo de batalla.
Según sus memorias, estudió en la Sorbona de París, aunque sin especificar las fechas. En 1869 sería presentado a los emperadores de Francia Napoleón III y Eugenia de Montijo (con la que afirmó estar emparentado por la rama Kirkpatrick). Al salir del Palacio de las Tullerías, José Pérez de Guzmán (a quien definió como primo suyo) le presentó al general Rafael Tristany, que se encontraba emigrado en Francia. Ambos desarrollaron desde entonces una estrecha amistad que determinaría su adhesión al carlismo.
De acuerdo con su propio relato, en el año 1870, durante uno de sus viajes, habría estado a punto de ser devorado por un puma couguar en las montañas Trinity, al norte de California, y por un oso en las montañas Wasatch de Utah. También se enfrentó a tiros con unos bandidos mientras viajaba en diligencia y con los búfalos durante una cacería.
Con el grado de coronel, en 1872 entró en España para luchar en la tercera guerra carlista y se integró en una partida que actuaba en Cataluña bajo el mando de Francisco Orri y de la que también formaban parte el ex-zuavo pontificio holandés Ignacio Wils y el noble francés conde de Coëtlogon. Según Kirkpatrick, estos dos, junto con el barón Etmuller, habían llegado juntos desde Francia y recibieron el apodo de «los tres mosqueteros».
En la crónica de una acción ganada por una veintena de carlistas contra una columna liberal compuesta por guardias civiles, tropa y carabineros, Kirkpatrick fue calificado como héroe por el periódico carlista La Reconquista, que escribió lo siguiente: 

Edward Livingston Kirk-Patrick ha seguido á la vanguardia sin pertenecer á ella, y con flema verdaderamente de un inglés ha disparado quince tiros con su rewolver de gran alcance

Más adelante participó en la firma de un tratado entre los tenientes generales al mando de las fuerzas carlistas y liberales de Cataluña.
El 27 de julio de 1873, Carlos de Borbón y Austria-Este le encomendó que tratase que el gobierno británico reconociese a los carlistas como beligerantes. Actuó como representante de Don Carlos en Inglaterra y presidente del Comité Legitimista de Londres. Allí abrió una suscripción para ayudar a los carlistas en España, por lo que fue acusado por unos republicanos ingleses de infringir la ley llamada «Foreign enlistment act» y recibir dinero con fines reprobados. También escribió varias obras en inglés defendiendo los derechos de Carlos VII y la justicia de su causa.

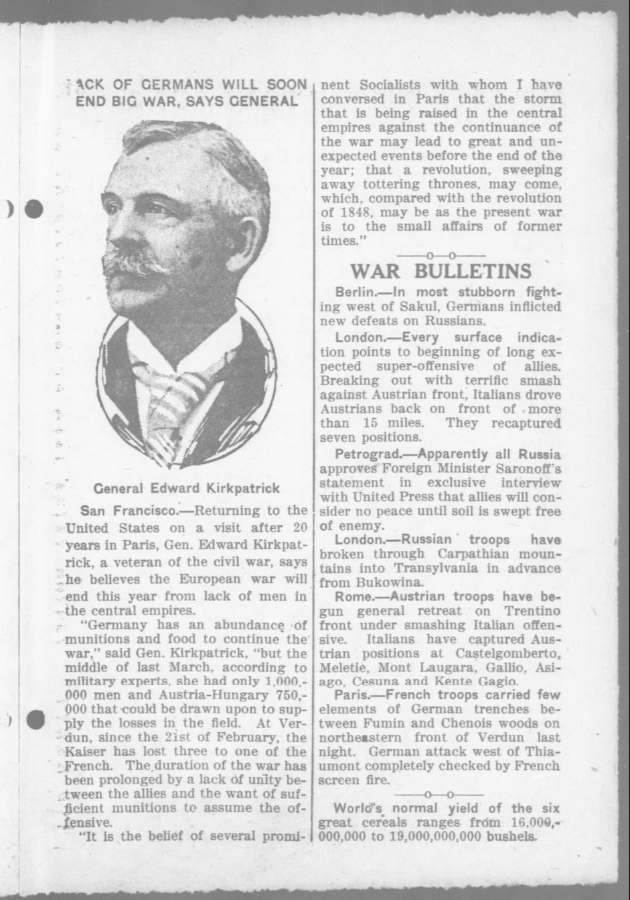
Edward Kirkpatrick retratado en el periódico The Day Book de Chicago (16/6/1916)

Regresó después a Estados Unidos, donde gozó de una alta posición social. Se casó con Marguerite Ann Halloran Hammond (1869-1954), natural de Brooklyn. Domiciliado en San Francisco, tenía su residencia veraniega en Santa Cruz (California), donde poseía inmuebles.
En 1897, durante la crisis de Cuba precedente a la guerra hispano-estadounidense, salió en defensa de la españolidad de la isla y se opuso a que su país reconociera la beligerancia de los separatistas cubanos en un artículo publicado en el San Francisco Chronicle, ocupando la primera plana los retratos de Don Carlos y su esposa María Berta de Rohan.
Trasladado a fines de siglo nuevamente a París, se dedicó, en sus propias palabras, a «empaquetar, enviar y almacenar muebles y objetos artísticos» en su apartamento, situado en el núm. 25 de la avenida du Bois de Boulogne.
En la primera década del siglo XX escribió al menos dos obras en francés de temática carlista. En su libro Les Renonciations des Bourbons et la succession d'Espagne (1907) defendió que los borbones carlistas tenían derecho también a la corona de Francia.

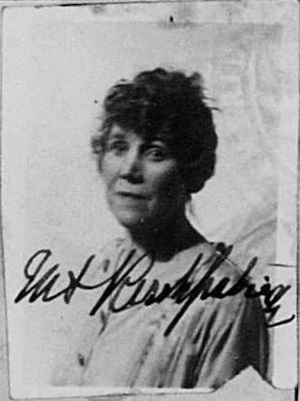
Su esposa Marguerite A. Kirkpatrick

Su esposa y él viajaban con frecuencia y solían pasar el invierno en California. En 1916, durante una visita en Estados Unidos, comentó a un periódico de Chicago que destacados socialistas con los que había conversado en París le habían transmitido que la guerra mundial que se estaba librando en Europa iba a desencadenar una revolución mucho mayor que la de 1848.
Fallecido en 1925 en París, su cuerpo fue repatriado y sepultado en el Holy Cross Catholic Cemetery, en Colma (California), a las afueras de San Francisco.

## Obras
- Spain and Charles VII; or, "Who is the legimate Sovereign?" (Londres, 1873)
- Don Carlos against Don Alfonso, with some remarks on the belligerent rights of the Carlists (Londres, 1875)
- Les Renonciations des Bourbons et la succession d'Espagne (París, 1907)
- Souvenirs de la dernière guerre carliste (1872-1876) (París, 1909)